# Riwickij
Riwickij (ros. Ривицкий) – osiedle w Rosji, w obwodzie twerskim, w rejonie maksatichińskim. W 2010 liczyło 389 mieszkańców.